# Mexikansk öronkolibri
Mexikansk öronkolibri (Colibri thalassinus) är en centralamerikansk kolibri.

## Utseende
Mexikansk öronkolibri har en metalliskt glänsande fjäderdräkt i grönt, blått, violett och brons. Hanarna har de mest lysande färgerna. I storlek når de en längd på 11 till 11,5 centimeter. Honorna liknar hanarna till utseendet, men är något mindre och färgerna har en något mer dämpad lyster. Unga fåglar har inte så klara färger som de fullfuxna fåglarna. Till skillnad från mindre öronkolibri har den en violett fläck på bröstet och ett blåviolett band längs hakan som ofta går ihop med det blåvioletta området vid örat. 

## Utbredning och systematik
Fågeln häckar i öppna bergssluttningar från södra Mexiko till nordcentrala Nicaragua. Fåglarna kan företa säsongsbundna förflyttningar och arten kan då ta sig till USA och till och med sällsynt ända till Kanada.
Fram tills nyligen betraktades den sydligare mindre öronkolibri (C. cyanotus) vara en del av thalassinus, då med det svenska trivialnamnet grön öronkolibri.

## Levnadssätt
Artens habitat är halvöppna höglandsområden med träd och buskar. Boet är en utpräglat skålformig konstruktion av växtmaterial som byggs en till tre meter upp i ett träd. Honan lägger två vita ägg. Fåglarnas föda utgörs av nektar från olika blommor.

## Status
IUCN kategoriserar arten som livskraftig men inkluderar fortfarande cyanotis i sin bedömning.